# Saint-Hilaire-en-Lignières
Saint-Hilaire-en-Lignières ist eine französische Gemeinde mit 496 Einwohnern (Stand: 1. Januar 2022) im Département Cher in der Region Centre-Val de Loire; sie gehört zum Arrondissement Saint-Amand-Montrond und zum Kanton Châteaumeillant. 

## Geographie
Saint-Hilaire-en-Lignières liegt etwa 45 Kilometer südsüdwestlich von Bourges. Die Gemeinde wird von einigen Wasserläufen berührt. An der östlichen Grenze verläuft der Arnon, im Norden entspringt sein späterer Zufluss Nouzet. An der westlichen Grenze fließt die Petite Thonaise, das Gemeindegebiet durchquert ihr Nebenfluss Grande Thonaise mit ihrem Zufluss Bailledets. Umgeben wird Saint-Hilaire-en-Lignières von den Nachbargemeinden Chezal-Benoît im Nordwesten und Norden, La Celle-Condé im Norden und Nordosten, Lignières im Osten, Touchay im Südosten, Rezay im Südosten und Süden, Saint-Christophe-en-Boucherie im Süden und Südwesten, La Berthenoux im Südwesten und Westen sowie Pruniers im Westen und Nordwesten.

## Bevölkerungsentwicklung
| Jahr                       | 1962 | 1968 | 1975 | 1982 | 1990 | 1999 | 2008 | 2019 |
| Einwohner                  | 867  | 785  | 650  | 572  | 534  | 523  | 514  | 486  |
| Quellen: Cassini und INSEE |      |      |      |      |      |      |      |      |

## Sehenswürdigkeiten
- Kirche Saint-Hilaire, seit 1912 Monument historique
- Schloss Le Plaix, seit 1995 Monument historique

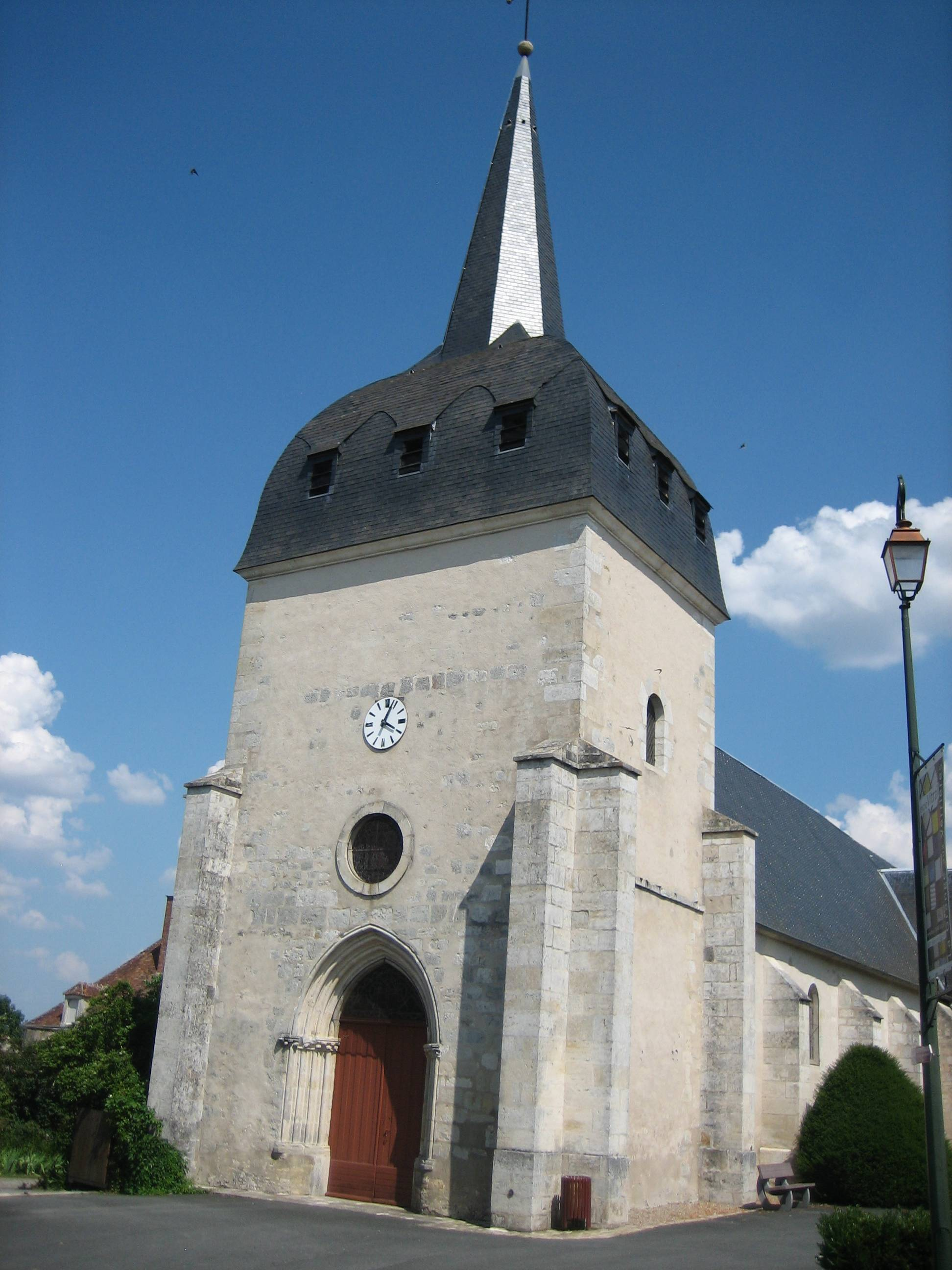
Kirche Saint-Hilaire
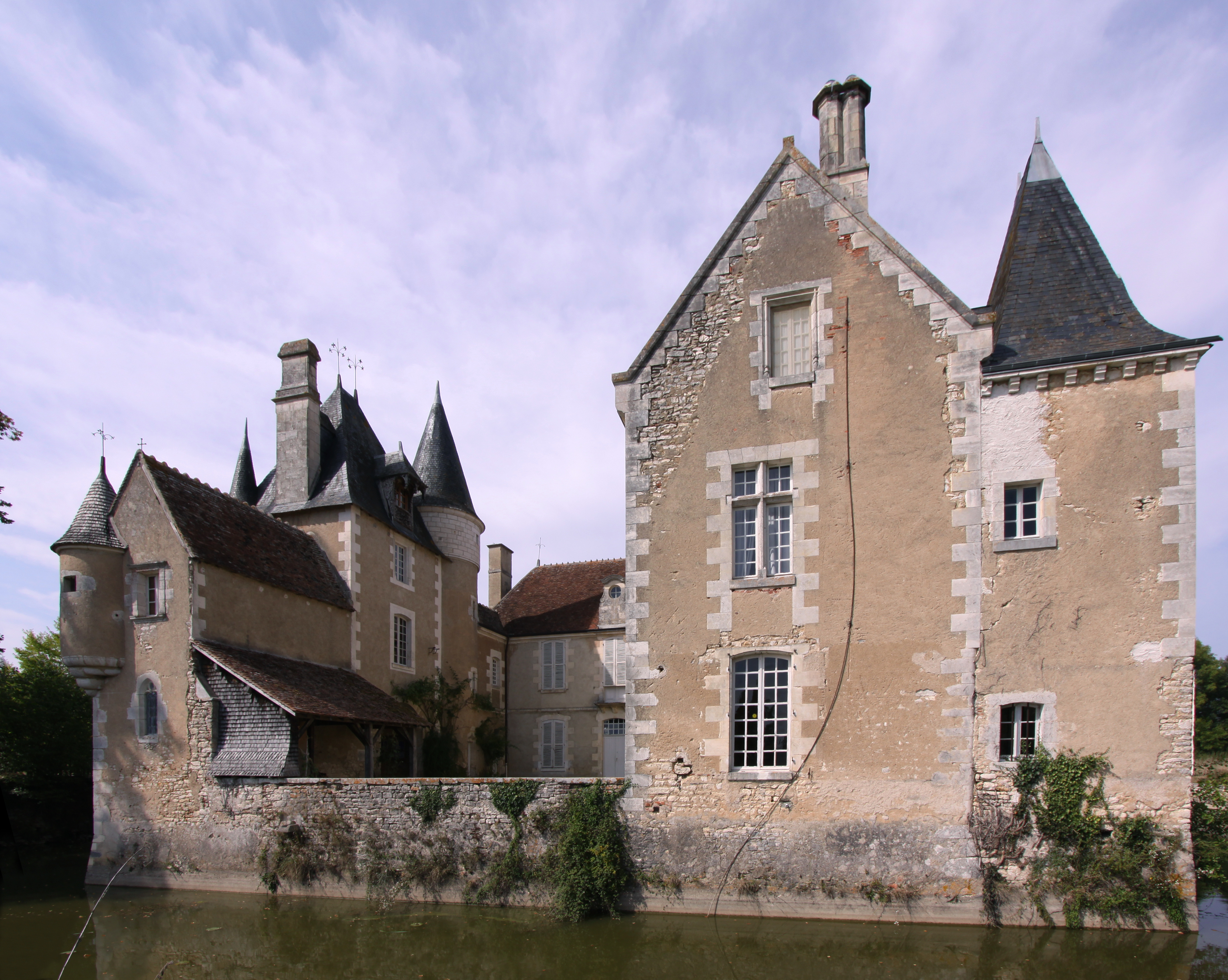
Schloss Le Plaix
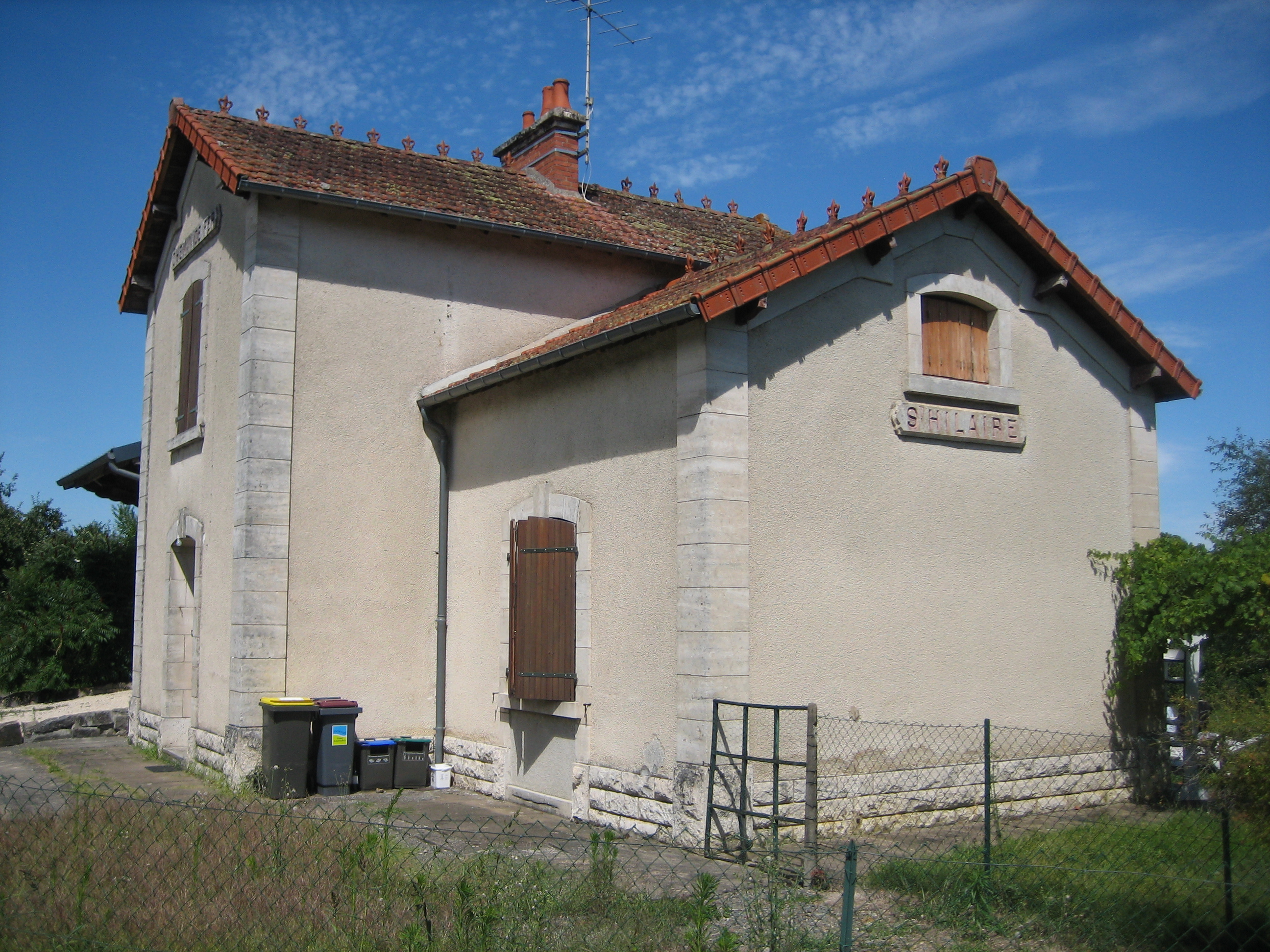
Ehemaliges Bahnhofsgebäude